# 2024 AW15
2024 AW15 est un transneptunien faisant partie des plutinos, de magnitude absolue 7,39 son diamètre est estimé à 161 km.